# Panilurus
Panilurus es un género de escarabajos  de la familia Chrysomelidae. En 1904 Jacoby describió el género. Contiene las siguientes especies:
- Panilurus agasthyamalaiensis Prathapan & Viraktamath, 2005
- Panilurus ponmudiensis Prathapan & Viraktamath, 2005